# Nové Sedlice
Nové Sedlice település Csehországban, a Opavai járásban. Nové Sedlice Opava, Štítina és Mokré Lazce településekkel határos. Lakosainak száma 500 fő (2024. január 1.).

## Népesség
A település lakosságának változását az alábbi diagram mutatja:
| Lakosok száma | 424  | 432  | 495  | 470  | 422  | 486  | 498  | 501  | 481  | 500  |
|               | 1869 | 1900 | 1921 | 1961 | 1980 | 2011 | 2016 | 2019 | 2021 | 2024 |